# 386BSD
386BSD – system operacyjny z rodziny BSD Unix stworzony przez małżeństwo Williama i Lynne Jolitz. Projekt oparty był na wolnodostępnym 4.3BSD (Net/2) stworzonym w laboratorium CSRG Uniwersytetu Kalifornijskiego w Berkeley, skąd wywodzili się autorzy. 
386BSD był ambitną próbą stworzenia wolnodostępnego i nowoczesnego systemu dla szeroko dostępnych komputerów na platformie IA-32. Projekt był pionierem takich rozwiązań jak role-based access control, bufor cykliczny oraz ładowalnych modułów jądra systemu.
Wersja 0.0 wydana została na licencji BSD w 17 marca 1991 roku, w dzień św. Patryka. Była ona jeszcze bardzo ograniczona w funkcjonalności; całość mieściła się na 30 dyskietkach. Kolejna wersja (0.1) ukazała się 14 lipca 1992. Była ona poprzedzona cyklem artykułów pt. Porting Unix to the 386 w czasopiśmie „Dr Dobb’s Journal” . W ciągu tygodnia ściągnięto ją z serwerów 250 tys. razy. 
Projekt zamarł wraz z początkiem 1993. Małżonkowie zmagali z problemami osobistymi (śmierć rodzica), jednocześnie dochodziło do różnicy zdań i wizji z programistami, którzy nadsyłali poprawki do systemu. Jolitzowie nie zamierzali rezygnować ze swych ambitnych założeń odnośnie do systemu, co usztywniało ich relację ze społecznością. Inne źródła twierdzą, że częściowo powodem mógł być proces wytoczony Uniwersytetowi Kalifonijskiemu przez AT&T (potem Novell) o rozpowszechnianie zastrzeżonego kodu, który za pośrednictwem Net/2 znalazł się także w 386BSD – zaprzeczają temu Jolitzowie.
Wersja 1.0 ukazała się dopiero w grudniu 1993. W drugiej połowie 1994 jej poprawione wydanie było dystrybuowanym przez „Dr. Dobb’s Journal” jako 386BSD Reference CD-ROM w cenie 99 USD. Ostatnia wersja 2.0 (w postaci uaktualnienia na dyskietkach) ukazała się jako dodatek do tego samego czasopisma w roku 1995. 
Mimo że 386BSD z punktu widzenia rozwoju i rynku zakończyło się fiaskiem, bazując bezpośrednio na jego wolnodostępnym kodzie rozwinęły się projekty FreeBSD oraz NetBSD (patrz: fork), których źródła leżą w przedsięwzięciu znanym jako Unofficial 386BSD Patchkit. 386BSD stał się tym samym przodkiem większości wolnodostępnych systemów BSD Unix dla IBM PC – poza wspomnianymi wyżej FreeBSD i NetBSD, także DragonFly BSD i OpenBSD, będących odpowiednio forkami wspomnianych. Spotyka się także opinie, że publikowane w „Dr. Dobb’s Journal” artykuły stały się także inspiracją dla Linusa Torvaldsa, twórcy Linuksa.
Jolitzowie uważają, że obie bezpośrednie pochodne 386BSD – FreeBSD i NetBSD – odeszły od ich ambitnych założeń, zamiarem których było stworzenie o wiele bardziej nowoczesnego systemu oraz pozbycie się wielu informatycznych staroci (jak linearna obsługa pamięci), ciążących na systemach Unix od lat 70.